# Luc Alphand
Luc Alphand (ur. 6 sierpnia 1965 w Briançon) – francuski narciarz alpejski, brązowy medalista mistrzostw świata oraz zdobywca Pucharu Świata.

## Kariera
Po raz pierwszy na arenie międzynarodowej pojawił się w 1982 roku, startując na mistrzostwach świata juniorów w Auron, gdzie zajął dziewiąte miejsce w zjeździe. Na rozgrywanych rok później mistrzostwach świata juniorów w Sestriere wywalczył złoty medal w tej samej konkurencji, a w kombinacji był trzeci.
W zawodach Pucharu Świata zadebiutował 7 grudnia 1987 roku w Val d’Isère, zajmując trzecie 11. w zjeździe. Tym samym już w swoim debiucie zdobył pierwsze pucharowe punkty. Na podium zawodów tego cyklu po raz pierwszy stanął 15 grudnia 1990 roku w Val Gardena, kończąc rywalizację w zjeździe na trzeciej pozycji. W zawodach tych wyprzedzili go jedynie Atle Skårdal z Norwegii i Kanadyjczyk Rob Boyd. Łącznie 23 razy stawał na podium, odnosząc przy tym dwanaście zwycięstw: 13 i 14 stycznia 1995 roku w Kitzbühel, 15 marca 1995 roku w Bormio, 1 grudnia 1995 roku w Vail, 9 grudnia 1995 roku w Val d’Isère, 2 lutego 1996 roku w Garmisch-Partenkirchen, 20 grudnia 1996 roku w Val Gardena, 29 grudnia 1996 roku w Bormio, 24 stycznia 1997 roku w Kitzbühel i 22 lutego 1997 roku w Garmisch-Partenkirchen był najlepszy w zjazdach, a 29 stycznia 1997 roku w Laax i 21 lutego 1997 roku w Ga-Pa triumfował w supergigancie. Najlepsze wyniki osiągnął w sezonie 1996/1997, kiedy to triumfował w klasyfikacji generalnej oraz klasyfikacjach zjazdu i supergiganta. Ponadto Małe Kryształowe Kule w klasyfikacji zjazdu zdobywał też w sezonach sezonie 1994/1995 i 1995/1996.
Na mistrzostwach świata w Bormio w 1985 roku wystąpił w kombinacji, którą ukończył na jedenastej pozycji. Jeszcze trzykrotnie startował na imprezach tego cyklu, najlepszy wynik osiągając podczas mistrzostw świata w Sierra Nevada w 1996 roku, gdzie wywalczył brązowy medal w zjeździe. Uległ tam tylko Austriakowi Patrickowi Ortliebowi i Włochowi Kristianowi Ghedinie. Był też między innymi czwarty w tej konkurencji na mistrzostwach świata w Morioce w 1993 roku, gdzie walkę o podium przegrał z AJ Kittem z USA o 0,01 sekundy.
W 1988 roku wziął udział w igrzyskach olimpijskich w Calgary, zajmując czwarte miejsce w kombinacji i siódme w supergigancie. W pierwszej z tych konkurencji w walce o brązowy medal lepszy o ponad 8 punktów okazał się Paul Accola ze Szwajcarii. Na rozgrywanych cztery lata później igrzyskach w Albertville Alphand był dwunasty w zjeździe i szesnasty w supergigancie. Brał też udział w igrzyskach olimpijskich w Lillehammer w 1994 roku, gdzie w obu tych konkurencjach rywalizację kończył na ósmej pozycji.
Był też wielokrotnym medalistą mistrzostw Francji, w tym mistrzem w zjeździe w latach 1985, 1987, 1989, 1990, 1994, 1995, 1996 i 1997, w supergigancie w 1988 roku i kombinacji rok wcześniej. W 1998 roku zakończył karierę narciarską.
Po zakończeniu kariery narciarskiej był kierowcą wyścigowym i rajdowym specjalizującym się w rajdach terenowych i wyścigu Le Mans 24 godziny. Występował w rajdach terenowych, między innymi Rajdzie Dakaru, którego został zwycięzcą w 2006 roku jadąc samochodem Mitsubishi. Podczas wyścigu 24h Le Mans 2006 w swojej klasie, GT 1, zajął trzecie miejsce, a w klasyfikacji ogólnej był siódmy. Pod koniec 2010 roku, po wypadku motocyklowym i urazie kręgosłupa ogłosił przejście na sportową emeryturę.
Jego dzieci także uprawiają narciarstwo alpejskie. Córka Estelle reprezentuje Szwecję, a syn Nils reprezentuje Francję.

## Osiągnięcia w narciarstwie alpejskim

### Igrzyska olimpijskie
| Miejsce | Dzień     | Rok  | Miejscowość | Konkurencja | Czas biegu | Strata     | Zwycięzca           |
| ------- | --------- | ---- | ----------- | ----------- | ---------- | ---------- | ------------------- |
| DNF     | 15 lutego | 1988 | Calgary     | Zjazd       | 1:59,63    | -          | Pirmin Zurbriggen   |
| 4.      | 17 lutego | 1988 | Calgary     | Kombinacja  | 36,55 pkt  | +21,18 pkt | Hubert Strolz       |
| DNF     | 21 lutego | 1988 | Calgary     | Supergigant | 1:39,66    | +2,61      | Franck Piccard      |
| 12.     | 9 lutego  | 1992 | Albertville | Zjazd       | 1:50,37    | +1,97      | Patrick Ortlieb     |
| 16.     | 16 lutego | 1992 | Albertville | Supergigant | 1:13,04    | +2,35      | Kjetil André Aamodt |
| 8.      | 13 lutego | 1994 | Lillehammer | Zjazd       | 1:45,75    | +0,50      | Tommy Moe           |
| 8.      | 17 lutego | 1994 | Lillehammer | Supergigant | 1:32,53    | +0,86      | Markus Wasmeier     |

### Mistrzostwa świata
| Miejsce | Dzień       | Rok  | Miejscowość   | Konkurencja | Czas biegu | Strata     | Zwycięzca          |
| ------- | ----------- | ---- | ------------- | ----------- | ---------- | ---------- | ------------------ |
| 27.     | 3 lutego    | 1985 | Bormio        | Zjazd       | 2:06,68    | +3,04      | Pirmin Zurbriggen  |
| 8.      | 5 lutego    | 1985 | Bormio        | Kombinacja  | 7,67 pkt   | +90,50 pkt | Pirmin Zurbriggen  |
| 22.     | 7 lutego    | 1985 | Bormio        | Gigant      | 2:28,90    | +9,00      | Markus Wasmeier    |
| DNF1    | 3 lutego    | 1989 | Vail          | Kombinacja  | 4,72 pkt   | -          | Marc Girardelli    |
| 36.     | 6 lutego    | 1989 | Vail          | Zjazd       | 2:10,39    | +4,96      | Hansjörg Tauscher  |
| 19.     | 8 lutego    | 1989 | Vail          | Supergigant | 1:38,81    | +1,82      | Martin Hangl       |
| DNF     | 23 stycznia | 1991 | Saalbach      | Supergigant | 1:26,73    | -          | Stephan Eberharter |
| DNF     | 27 stycznia | 1991 | Saalbach      | Zjazd       | 1:54,91    | +1,55      | Franz Heinzer      |
| 6.      | 8 lutego    | 1993 | Morioka       | Kombinacja  | 34,22 pkt  | +36,59 pkt | Lasse Kjus         |
| 13.     | 11 lutego   | 1993 | Morioka       | Zjazd       | 1:32,06    | +0,93      | Urs Lehmann        |
| 9.      | 13 lutego   | 1996 | Sierra Nevada | Supergigant | 1:21,80    | +0,83      | Atle Skårdal       |
| 3.      | 17 lutego   | 1996 | Sierra Nevada | Zjazd       | 2:00,17    | +0,28      | Patrick Ortlieb    |
| 12.     | 3 lutego    | 1997 | Sestriere     | Supergigant | 1:29,68    | +1,16      | Atle Skårdal       |
| DNF     | 8 lutego    | 1997 | Sestriere     | Zjazd       | 1:51,11    | -          | Bruno Kernen       |

### Mistrzostwa świata juniorów
| Miejsce | Dzień    | Rok  | Miejscowość | Konkurencja | Czas biegu | Strata | Zwycięzca        |
| ------- | -------- | ---- | ----------- | ----------- | ---------- | ------ | ---------------- |
| 9.      | 4 marca  | 1982 | Auron       | Zjazd       | 1:36,11    | +1,89  | Franck Piccard   |
| 1.      | 3 lutego | 1983 | Sestriere   | Zjazd       | 1:24,24    | -      | -                |
| 13.     | 4 lutego | 1983 | Sestriere   | Slalom      | 1:36,81    | +4,10  | Rok Petrovič     |
| 15.     | 5 lutego | 1983 | Sestriere   | Gigant      | 2:15,25    | +4,94  | Johan Wallner    |
| 2.      | 5 lutego | 1983 | Sestriere   | Kombinacja  | ?          | ?      | Leonid Mielnikow |

### Puchar Świata

#### Klasyfikacje końcowe sezonu
- sezon 1987/1988: 61.
- sezon 1988/1989: 40.
- sezon 1989/1990: 80.
- sezon 1990/1991: 35.
- sezon 1991/1992: 53.
- sezon 1992/1993: 59.
- sezon 1993/1994: 27.
- sezon 1994/1995: 8.
- sezon 1995/1996: 4.
- sezon 1996/1997: 1.

##### Miejsca na podium w zawodach Pucharu Świata
1. Val Gardena – 15 grudnia 1990 (zjazd) – 3. miejsce
2. Val d’Isère – 11 grudnia 1994 (supergigant) – 3. miejsce
3. Val d’Isère – 16 grudnia 1994 (zjazd) – 2. miejsce
4. Kitzbühel – 13 stycznia 1995 (zjazd) – 1. miejsce
5. Kitzbühel – 14 stycznia 1995 (zjazd) – 1. miejsce
6. Bormio – 15 marca 1995 (zjazd) – 1. miejsce
7. Vail – 1 grudnia 1995 (zjazd) – 1. miejsce
8. Val d’Isère – 9 grudnia 1995 (zjazd) – 1. miejsce
9. Val Gardena – 16 grudnia 1995 (zjazd) – 3. miejsce
10. Kitzbühel – 13 stycznia 1996 (zjazd) – 2. miejsce
11. Veysonnaz – 20 stycznia 1996 (zjazd) – 2. miejsce
12. Garmisch-Partenkirchen – 2 lutego 1996 (zjazd) – 1. miejsce
13. Garmisch-Partenkirchen – 5 lutego 1996 (supergigant) – 2. miejsce
14. Kvitfjell – 7 marca 1996 (supergigant) – 2. miejsce
15. Val Gardena – 20 grudnia 1996 (zjazd) – 1. miejsce
16. Val Gardena – 21 grudnia 1996 (zjazd) – 2. miejsce
17. Bormio – 29 grudnia 1996 (zjazd) – 1. miejsce
18. Wengen – 18 stycznia 1997 (zjazd) – 2. miejsce
19. Kitzbühel – 24 stycznia 1997 (zjazd) – 1. miejsce
20. Kitzbühel – 25 stycznia 1997 (zjazd) – 3. miejsce
21. Laax – 29 stycznia 1997 (supergigant) – 1. miejsce
22. Garmisch-Partenkirchen – 21 lutego 1997 (supergigant) – 1. miejsce
23. Garmisch-Partenkirchen – 22 lutego 1997 (zjazd) – 1. miejsce

## Osiągnięcia w sportach motorowych

### Rajd Dakar
| Rok  | Kategoria | Pojazd                   | Wynik | Uwagi                    |
| ---- | --------- | ------------------------ | ----- | ------------------------ |
| 1998 | samochody | Mitsubishi               | NU    |                          |
| 1999 | samochody | Mitsubishi Pajero        | 16    |                          |
| 2000 | samochody | Schlesser Renault Kangoo | NU    |                          |
| 2001 | samochody | Schlesser Renault Kangoo | NU    | odpadł na 9. etapie      |
| 2002 | samochody | Mitsubishi Pajero        | 7     |                          |
| 2003 | samochody | BMW X5                   | 9     | wygrał 1 etap            |
| 2004 | samochody | BMW X5                   | 4     | wygrał 2 etapy           |
| 2005 | samochody | Mitsubishi Pajero        | 2     | wygrał 1 etap            |
| 2006 | samochody | Mitsubishi Pajero        | 1     | wygrał 2 etapy           |
| 2007 | samochody | Mitsubishi Pajero        | 2     |                          |
| 2009 | samochody | Mitsubishi Racing Lancer | NU    | wycofał się na 6. etapie |

### Le Mans 24
| Rok  | Klasa | Zespół                                   | Pojazd                    | Wynik (ogólnie) | Wynik (w klasie) | Uwagi        |
| ---- | ----- | ---------------------------------------- | ------------------------- | --------------- | ---------------- | ------------ |
| 2001 | GT    | Warm-Up Luc Alphand Aventures JMB Racing | Porsche 911 GT3-RS        | 17              | 8                |              |
| 2002 | GT    | Luc Alphand Aventures                    | Porsche 911 GT3-RS        | 24              | 5                |              |
| 2003 | GTS   | Luc Alphand Aventures                    | Ferrari 550-GTS Maranello | 21              | 5                |              |
| 2004 | GT    | Luc Alphand Aventures                    | Porsche 911 GT3-RS        | 16              | 5                |              |
| 2005 | GT2   | Luc Alphand Aventures                    | Porsche 911 GT3-RS        | 18              | 5                |              |
| 2006 | GT1   | Luc Alphand Aventures                    | Chevrolet Corvette C5-R   | 7               | 3                |              |
| 2007 | GT1   | Luc Alphand Aventures                    | Chevrolet Corvette C6.R   | 12              | 6                |              |
| 2008 | GT1   | Luc Alphand Aventures                    | Chevrolet Corvette C6.R   | 51              | 5                | nie ukończył |